# Cătălin Carp
Cătălin Carp, né le 20 octobre 1993 à Chișinău en Moldavie, est un footballeur international moldave. Il évolue au poste de défenseur central ou de milieu défensif.
Il compte trente-six sélections et deux buts en équipe nationale depuis 2013.

## Carrière

### En club
Formé au sein des équipes de jeunes du Chakhtar Donetsk et du Dynamo Kiev, Cătălin Carp commence sa carrière professionnelle en 2013 avec la réserve du Dynamo Kiev, en deuxième division ukrainienne.
En 2014, Carp signe en Roumanie au CFR Cluj. Il participe à dix-sept matchs de championnat lors de la saison 2014-2015 et Cluj termine à la troisième place du classement. En 2015, Cătălin Carp est transféré au Steaua Bucarest, champion de Roumanie en titre.
En juillet 2016, il signe un contrat de deux ans au Viitorul Constanța.
Le 27 janvier 2017, il s'engage pour trois ans et demi avec le FK Oufa. Son contrat est résilié le 18 janvier 2021.

### En sélection
Cătălin Carp compte onze sélections et un but avec l'équipe de Moldavie depuis 2013.
Il est convoqué pour la première fois par le sélectionneur national Ion Caras pour un match amical contre Andorre le 14 août 2013 (1-1). Par la suite, le 14 février 2015, il inscrit son premier but en sélection contre la Roumanie, lors d'un match amical (défaite 2-1).

## Palmarès
- Championnat de Roumanie : 2017